# Iwan
Een iwan, aiwan of liwan (Perzisch:ayvān) is een begrip uit de islamitische bouwkunst. Het is een overdekte ruimte, met drie zijden afgesloten en één zijde open. Het dient als toegangspoort van een gebouw.
De iwan ontstond onder het Parthische Rijk, en was afgeleid van de Achaemenidische apadana en van de vorm van de tenten van de van oorsprong nomadische Parthen. Een voorbeeld is de tempel van Hatra (2e - 3e eeuw).
Iwans werden overgenomen in de Sassanidische architectuur van het Perzische Rijk. Tijdens de periodes van het Seltsjoekenrijk en van het Safavidenrijk werd het een vast kenmerk van (religieuze) gebouwen. De Perzische moskeeën uit die tijd, zijn vaak opgebouwd uit een centraal plein met daaromheen vier gebouwen met elk een grote iwan. De vrijdagmoskee van Isfahan was de eerste moskee die op die manier gebouwd is.
Iwans zijn vaak gedecoreerd met muqarnas.

## Fotogalerij

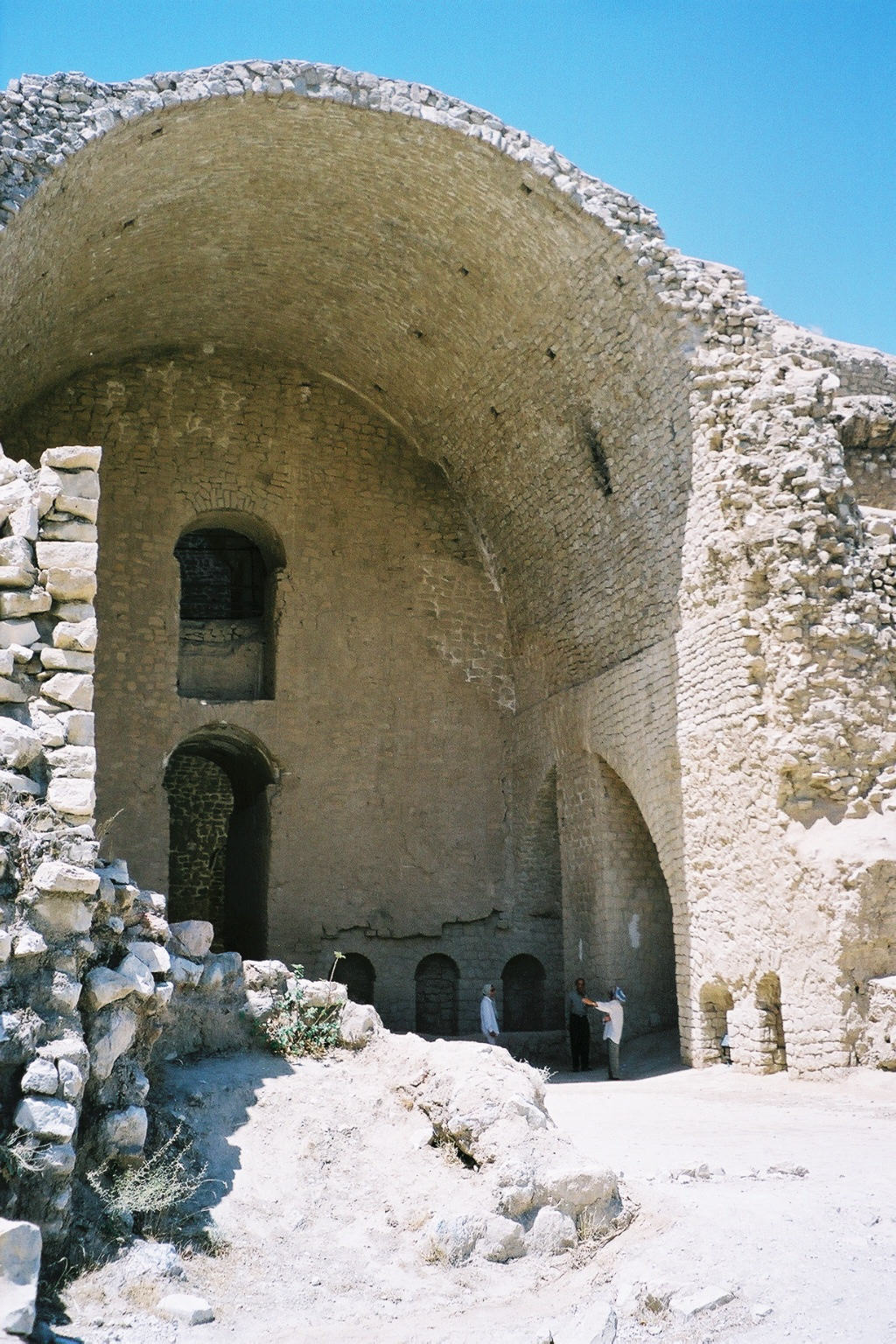
Iwan van het paleis van Ardashir I, Iran, 3e eeuw
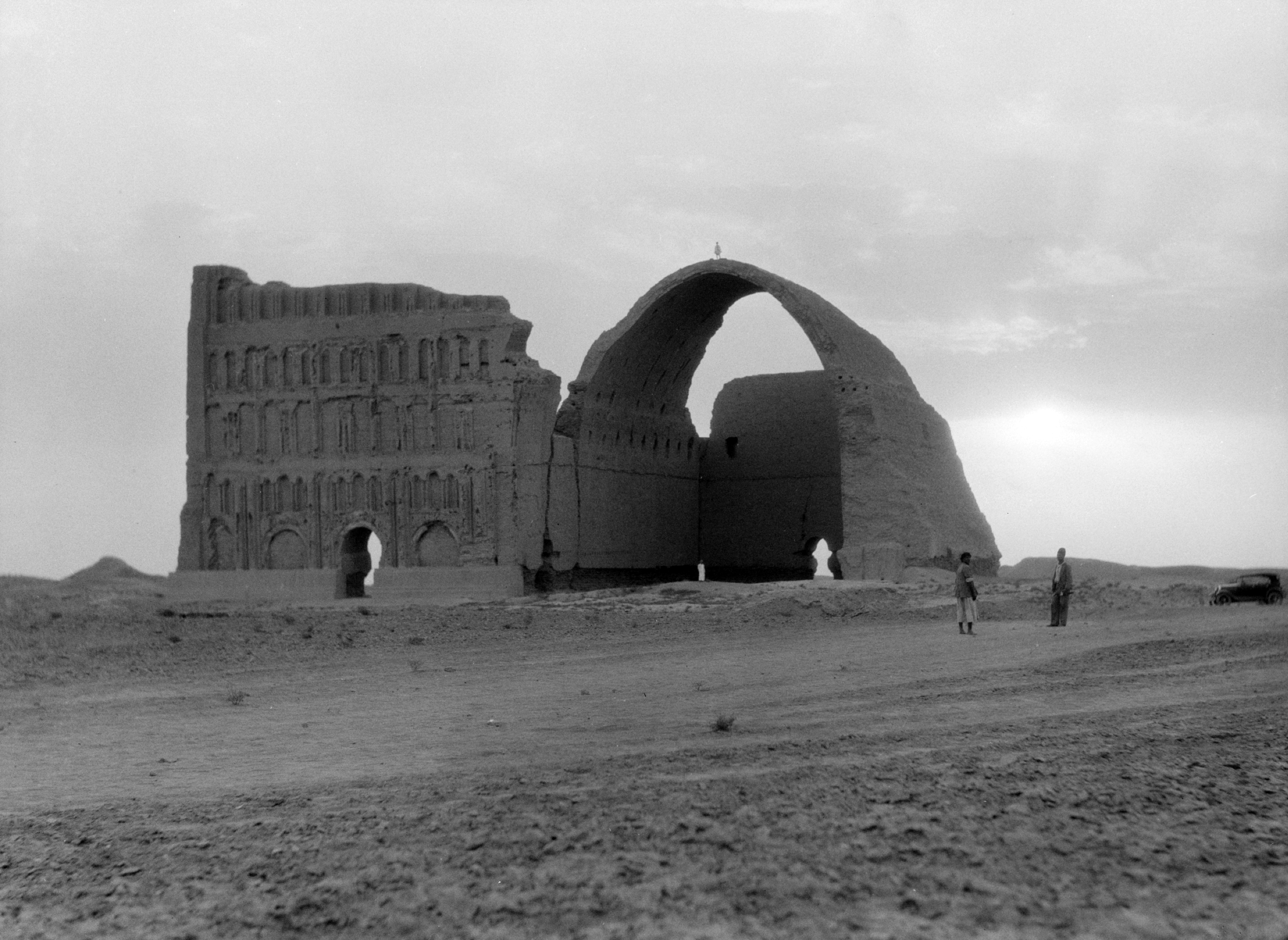
Boog van Khusro in Ctesiphon, Irak, 6e eeuw
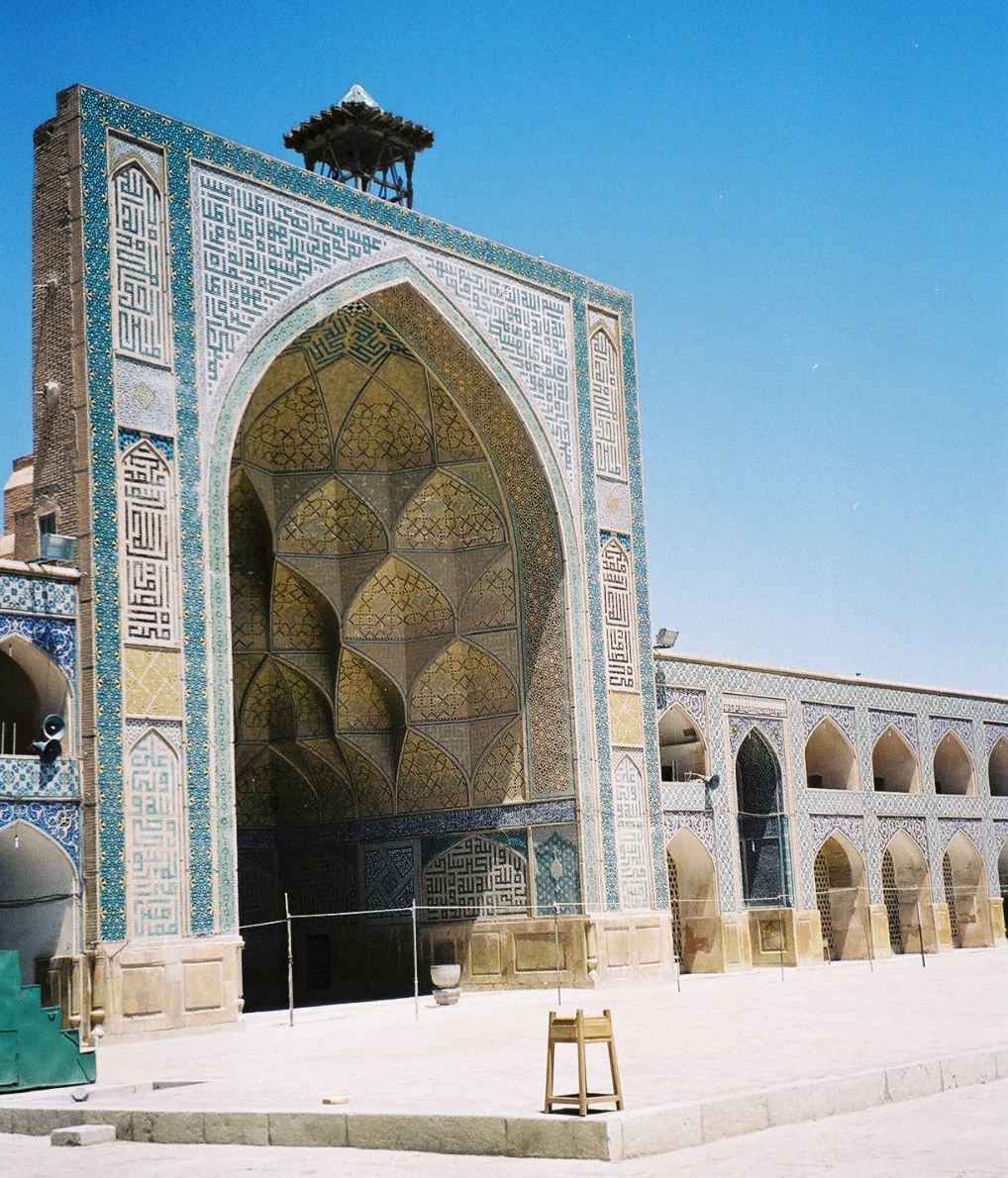
Iwan van de Vrijdagmoskee van Isfahan, 11e eeuw, Iran
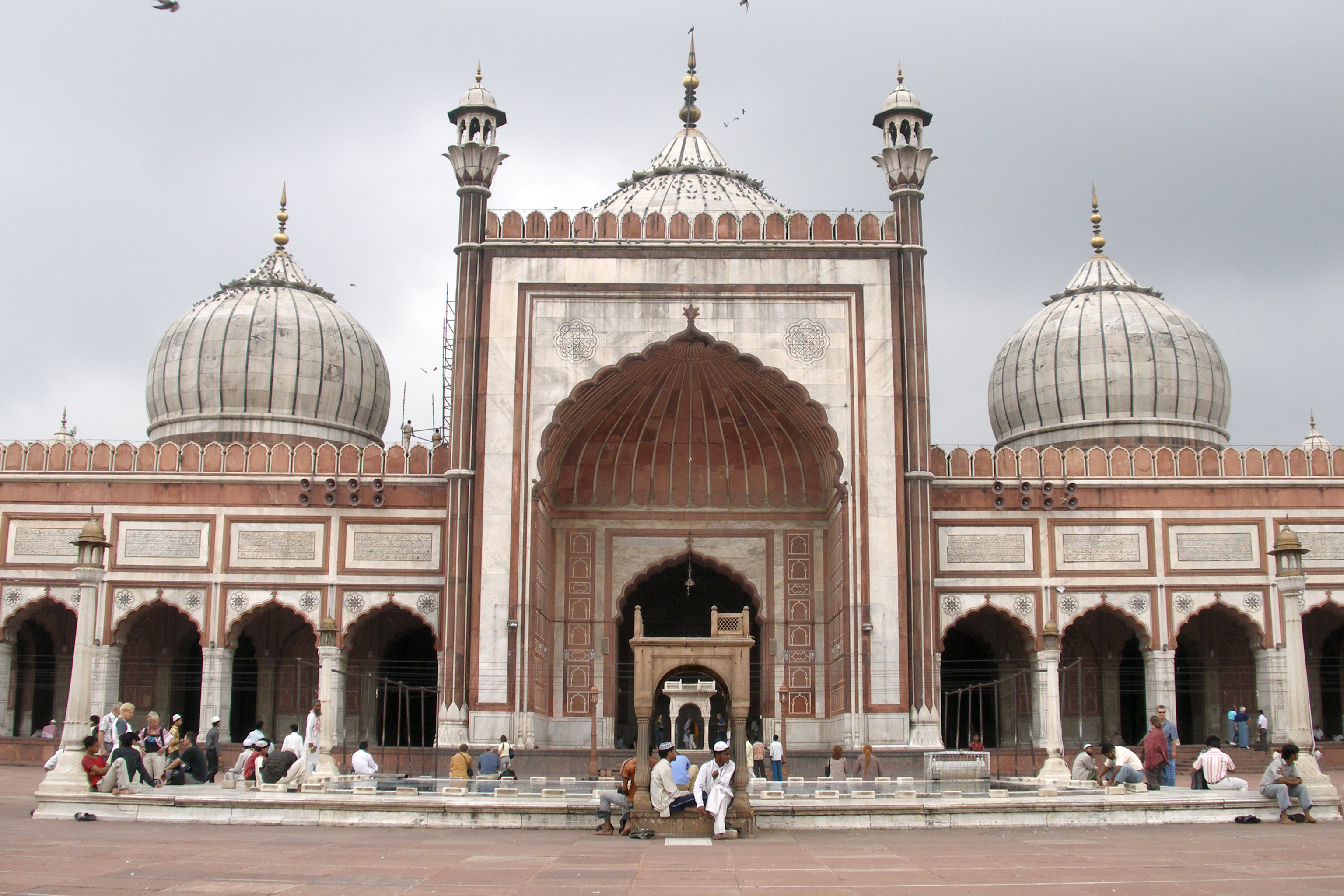
Iwan van de Vrijdagmoskee van Delhi, 17e eeuw, India.
Iwan van de Oeloegh Beg Madrassa, Samarkand, Oezbekistan.
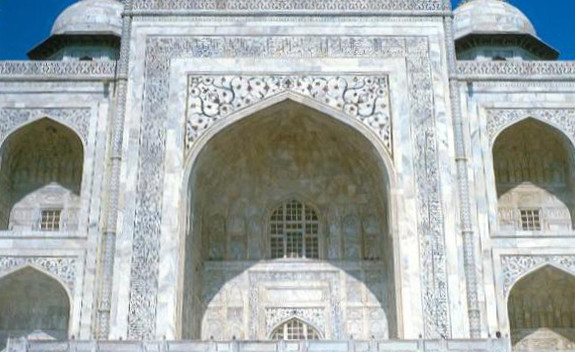
Iwan van de Taj Mahal, 17e eeuw, Agra, India.
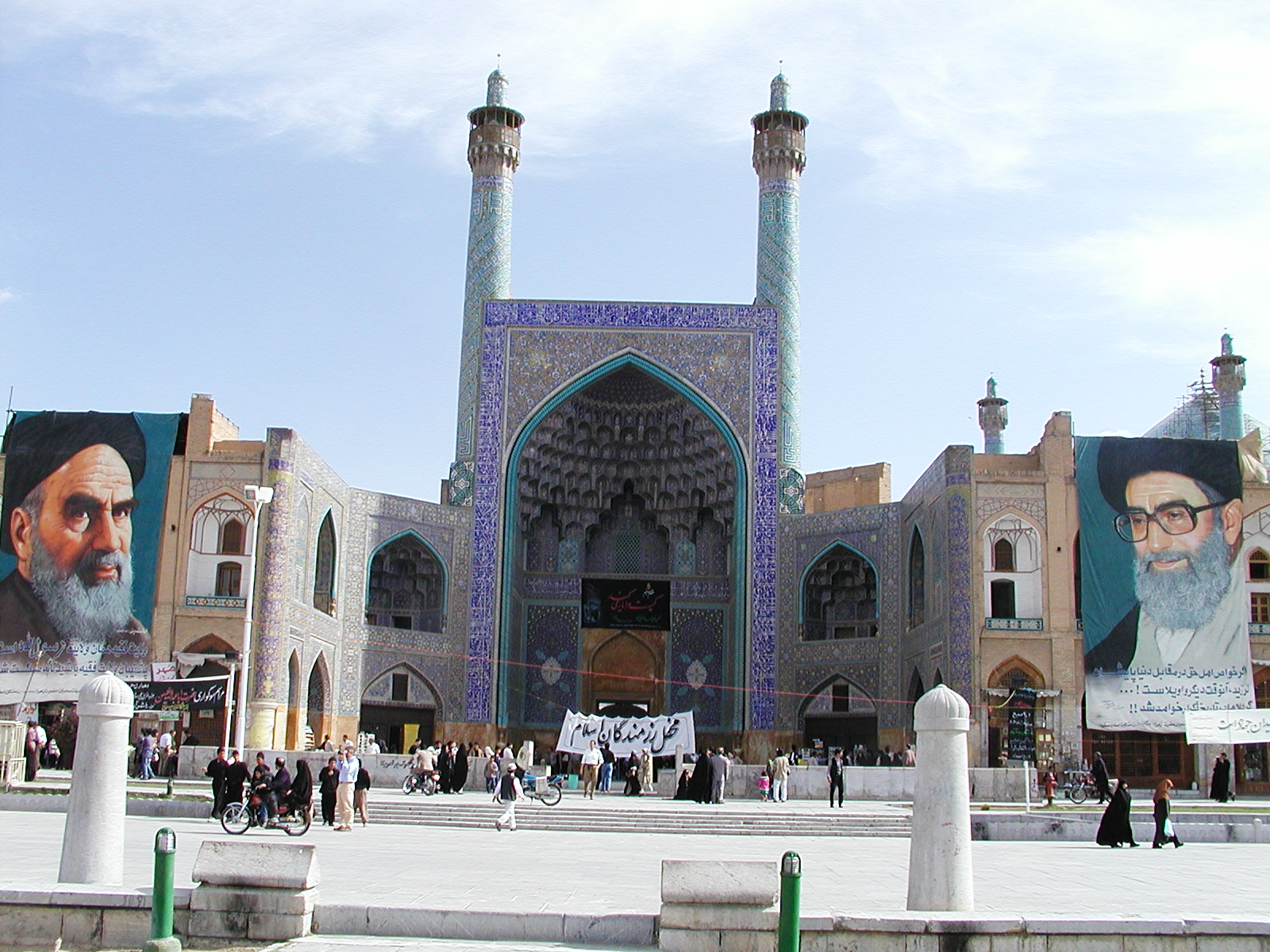
Iwan van de Moskee van de sjah, 17e eeuw, Isfahan, Iran.
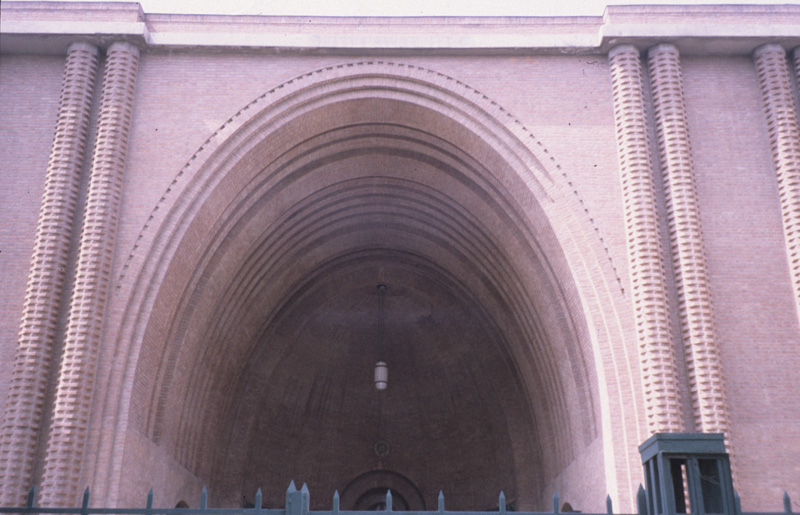
Iwan van het Nationaal Museum van Iran, 20e eeuw, Teheran, Iran.